# Ricardo Santonja

Ricardo Santonja (Málaga, 1966) es un doctor en arquitectura, geógrafo, fotógrafo y escultor español, conocido por su investigación en torno a los nuevos materiales en arquitectura.

## Trayectoria
Ricardo Santonja nació el 30 de septiembre de 1966 en la localidad de Málaga, pero se mudó muy joven a Madrid, donde reside actualmente. Estudió Geografía en la Universidad Complutense de Madrid, aunque pronto decide dedicarse por completo a la fotografía, actividad que había comenzado a los 17 años. Tras conocer al artista Alberto Corazón comienza a interesarse por el diseño y el arte, lo que le lleva a centrarse en estas disciplinas. Desde el año 2009 forma parte del grupo de escultores MTG con el que expone periódicamente en diferentes salas de Madrid.
En el año 2012 obtiene su título como Doctor en Arquitectura por la tesis "Estudio sobre las formas de aplicación de la fotografía sobre materiales pétreos para la arquitectura"  en la Escuela Técnica Superior de Arquitectura de Madrid (ETSAM) donde explora las diferentes técnicas que pueden utilizarse para la representación de la fotografía, tales como el grabado láser, el fresado o la serigrafía. Actualmente combina su labor como fotógrafo con la difusión del sello de calidad "I+D+Art", creado en el año 2007 para promocionar a aquellas empresas donde se potencia la investigación y el desarrollo aplicados al arte. Al mismo tiempo ha sido profesor en la Escuela de Arquitectura de Zaragoza (Unizar). 
Actualmente , es profesor de la escuela técnica superior de arquitectura de la UPM y cofundador del taller de maquetas e imagen de la ETSAM UPM.
Desde 2016 es vicepresidente de la asociación de escultores: mínimo tamaño grande.

## Obra
Exposiciones y muestras en las que Ricardo Santonja ha estado presente.
- Foto-escultura ondulada Stanza Berlin (Estampa, 2000)[2]
- Lux Aeterna (ARCO 2009, Galería T20)[3]
- Arquitecturas en la mirada (Caja Duero, 2010)[4]
- The art of building (Kaleidoscope, junio de 2013)[5]
- Cervantes: Espacios vividos (CODDIM, 2016)[6]

## Publicaciones
- Photo New Skin Architecture (Cosentino, 2016)[7]
- Un Alma Común: Arquitectura Siculo-Aragonesa (Gobierno de Aragón, 2015)[8]
- La Neste de Jade(2014)[9]
- El arte de la Construcción en España (AECID, 2013)[8]
- Arquitecturas en la mirada del fotógrafo Ricardo Santonja (Caja Duero, 2010)[10]
- Ikonos Pétreos, una propuesta de Ricardo Santonja (2006)[11]
- TIERRA (Editorial TF, 2003)